# Vulturești (Suceava)
Pour les articles homonymes, voir Vulturești.
Vulturești est une commune du județ de Suceava en Roumanie.